# 道の駅じょんのびの里高柳
道の駅じょんのびの里高柳（みちのえき じょんのびのさとたかやなぎ）は、新潟県柏崎市高柳町高尾にある新潟県道12号松代高柳線の道の駅である。

## 沿革
農村体験リゾート施設じょんのび村として、1992年（平成4年）に貸別荘3棟のほか郷土料理の「ふるさと倶楽部交流の家・銀兵衛」、味噌や山菜など地元産品を販売する「手づくり工房・百菜館」がオープン。その後1994年（平成6年）に温泉棟「楽寿の湯」や宿泊と休憩・食事の機能を併せ持つ「萬歳楽」が加わった。
なお駅名の「じょんのび」とは、当地の方言で「ゆったりのんびり芯から心地よい」という意味。
じょんのび村の構想は、中山間地を中心とする農業の停滞に危機感を持った高柳町（当時）の若者らが1988年（昭和63年）に「ふるさと開発協議会」を組織したことに始まり、1991年（平成3年）に発足した第三セクター「じょんのび村協会」が運営にあたる形となった。

## 施設
- 駐車場
  - 普通車：235台
  - 大型車：10台
  - 身障者用：5台
- トイレ
  - 男：大 6器（3器）、小 12器（7器）[要出典]
  - 女：9器（5器）[要出典]
  - 身障者用：2器（1器）[要出典]

※（）内は、24時間利用可能
- 公衆電話：2台
- 観光案内所
- 食堂「銀兵衛」（長期休業中[4]）
- 食堂「萬歳楽かけす亭」
- 物産店「百菜館」
- 山野菜直売所
- 休憩所
- 宿泊施設「萬歳楽」
- 温泉施設「楽寿の湯」

### 管理
- 柏崎市

## アクセス
- 新潟県道12号松代高柳線 - 登録路線
  - 新潟県道78号大潟高柳線
- 越後交通「じょんのび村」バス停（柏崎駅方面からの路線の終点）より徒歩すぐ[5]。

## 周辺
- 柏崎市役所高柳町事務所
- 鯖石川
- 高柳ガルルのスキー場
- 貞観園
- 新潟県立こども自然王国
- 梨ノ木田の棚田
- 国道252号